# Utah State University

Logo

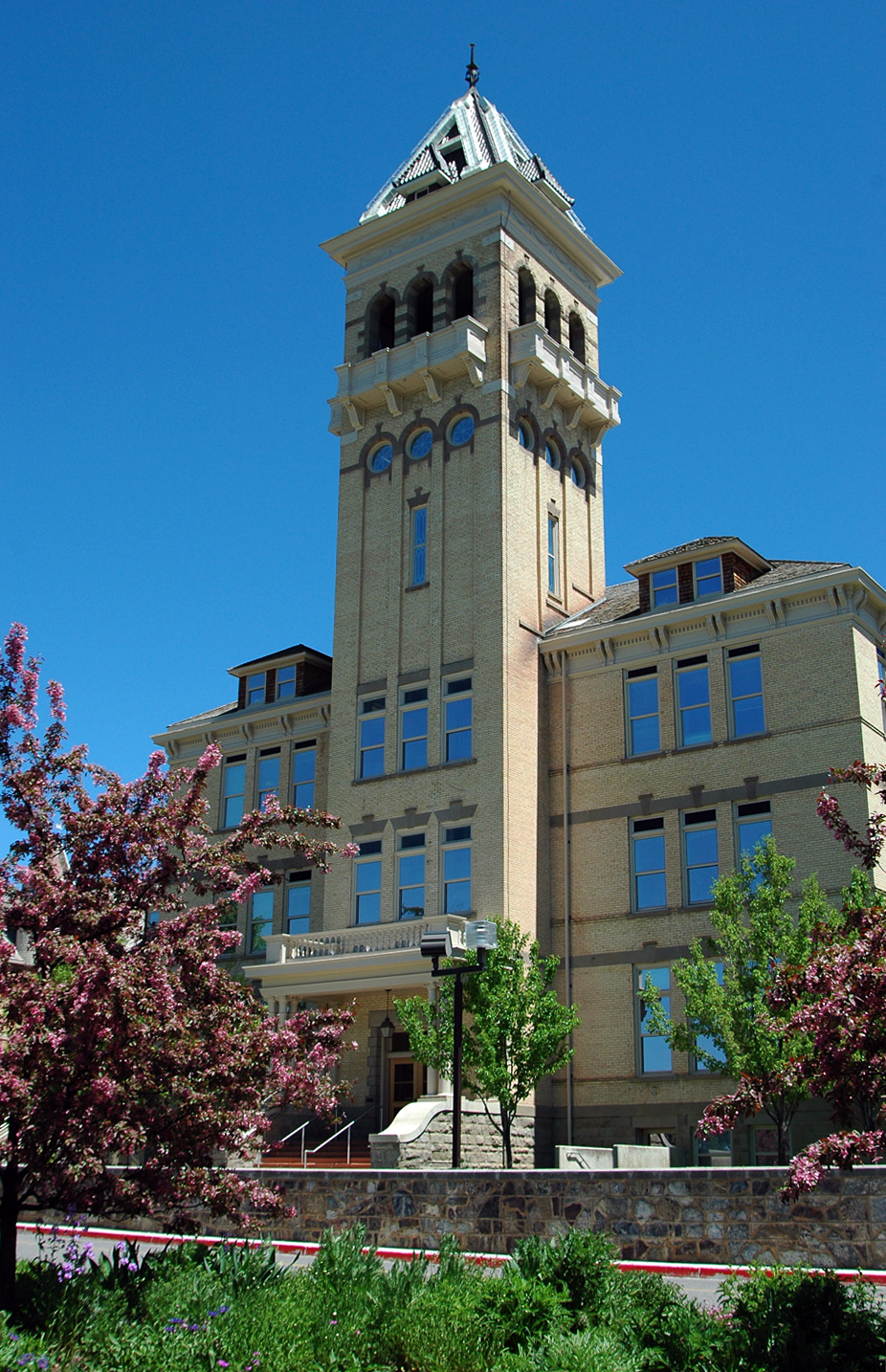
Old Main der USU

Die Utah State University (USU) ist eine staatliche Universität in Logan im US-Bundesstaat Utah. Sie wurde 1888 gegründet. Die USU kooperiert mit der Arabisch-Amerikanischen Universität Dschenin.

## Sport
Die Sportteams der Hochschule sind die Aggies. Sie ist Mitglied in der Mountain West Conference.

## Persönlichkeiten
- Ezra Taft Benson – Präsident der Kirche Jesu Christi der Heiligen der Letzten Tage (LDS Kirche)
- Anthony Calvillo – Footballspieler
- Chris Cooley – Footballspieler
- LaVell Edwards – Footballtrainer
- Cornell Green – Footballspieler
- Dick Motta – Basketballtrainer
- Merlin Olsen – Footballspieler und Schauspieler
- Harry Reid – Oppositionsführer der Demokraten im Senat
- Robert Turbin – Footballspieler
- Donald Penn – Footballspieler
- Bobby Wagner – Footballspieler
- Jordan Love – Footballspieler